# Khawaja Nazimuddin
Vous lisez un « bon article » labellisé en 2018.
Khawaja Nazimuddin ou Khawaja Nazim-ud-Din (en bengali : খাজা নাজিমুদ্দীন ; en ourdou : خواجہ ناظم الدین), né le 19 juillet 1894 à Dacca (aujourd’hui capitale du Bangladesh) et mort le 22 octobre 1964 dans la même ville, est un homme d'État pakistanais. Il a été gouverneur général de 1948 à 1951 puis deuxième Premier ministre du pays, du 17 octobre 1951 au 17 avril 1953.
Originaire d'une famille musulmane et ourdouphone du Bengale, il s'engage auprès de la Ligue musulmane dans les années 1920 en soutien à Muhammad Ali Jinnah, dont il sera un fidèle proche. Sous le Raj britannique, il est maire de Dacca de 1922 à 1929 avant de rejoindre le gouvernement local en tant que ministre de l'Éducation puis de l'Intérieur. Il est ensuite Premier ministre du Bengale entre 1943 et 1945 et doit faire face à une grande famine. 
Soutenant la création du Pakistan, il devient ministre en chef du Bengale oriental quand le pays est créé en 1947 avant de remplacer le père de la nation Ali Jinnah en tant que gouverneur général en 1948. Il est ensuite le second chef de gouvernement de l'histoire du pays, jusqu'à son limogeage par Malik Ghulam Muhammad. Il ne parvient pas à imposer sa politique et est marginalisé, avant de rejoindre l'opposition au régime militaire de Muhammad Ayub Khan peu avant sa mort.

## Jeunesse et éducation
Khawaja Nazimuddin est né le 19 juillet 1894 à Dacca, ville à l'époque située dans le Bengale intégré au Raj britannique et aujourd’hui capitale du Bangladesh. Il est issu d'une famille aristocratique de la ville, les Nawab de Dacca. Il est né de Khwaja Nizamuddin, son père, et Nawabzadi Bilkis Banu, sa mère. Son grand-père Khwaja Ahsanullah était un écrivain ourdou qui contribua à créer une faculté de technologie à Dacca. Il est également de la famille de Khwaja Salimullah, l'un des cofondateurs de la Ligue musulmane en 1906. Khawaja est âgé de onze ans quand celle-ci est fondée à Dacca, dans l'une des résidences de la famille. 
Après des études secondaires à la Dunstable Grammar School à Bedfordshire en Angleterre, Khawaja Nazimuddin commence ses études supérieures à l'université musulmane d'Aligarh avant de rejoindre le collège Trinity Hall de l'université de Cambridge au Royaume-Uni,.

## Carrière politique

### Bengale

#### Dacca
Khawaja Nazimuddin commence sa carrière politique au sein de la Ligue musulmane, fondée en 1906 alors que plusieurs des membres de sa famille l'ont déjà rejointe. La formation, qui entend représenter les intérêts des musulmans du sous-continent indien, est alors particulièrement bien représentée parmi les musulmans du Bengale, qui constituent les principaux précurseurs du mouvement pour le Pakistan. Après avoir terminé ses études et rejoint l'Inde, Nazimuddin est élu au conseil municipal de Dacca. Il devient ensuite maire de la ville à l'occasion de sa première campagne électorale et occupe ce poste de 1922 à 1929. À cette occasion, il participe à l’implantation de l'école primaire obligatoire dans la ville et intègre le conseil exécutif de l'université de Dacca,,.

#### Gouvernement local

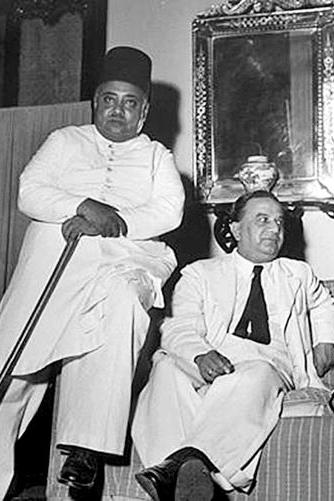
Nazimuddin à gauche et Suhrawardy à droite.

Il est élu en 1923 député de l'Assemblée législative du Bengale sous le Raj britannique depuis la circonscription musulmane de Barisal. Il est réélu en 1926 et 1929 et est ministre local de l'Éducation de 1929 à 1934. À ce titre, il introduit en 1930 une loi pour favoriser l'éducation dans les zones rurales. Il est toutefois critiqué par des meneurs hindous qui l'accusent de communautarisme. Entre 1934 et 1937, il intègre le conseil exécutif du vice-roi des Indes, où il met en place des réformes rurales et agricoles, notamment dans le but d'améliorer la condition des paysans du Bengale. 
En 1937, il est largement battu par Abul Kasem Fazlul Huq lors des élections locales, alors que celui-ci deviendra Premier ministre du Bengale. Toutefois, il retrouve rapidement son poste lors d'une élection partielle dans une circonscription libérée par Huseyn Shaheed Suhrawardy. Il devient la même année ministre de l'Intérieur dans le gouvernement de Fazlul Huq mais démissionne le 1er décembre 1941, avec les autres membres de la Ligue musulmane, critiquant le Premier ministre qui est entré en conflit avec le chef de la Ligue Muhammad Ali Jinnah. Les meneurs musulmans critiquaient particulièrement le fait que les revendications de la Ligue n'étaient pas prises en compte par le pouvoir britannique en échange des efforts de guerre concédés par la région,.

#### Premier ministre du Bengale
Alors qu'il prend la tête de l'opposition au Bengale, la coalition autour de Fazlul Huq éclate en 1943 et Khawaja Nazimuddin devient Premier ministre du Bengale le 29 avril 1943. Il conserve son poste jusqu'à la dissolution de l'Assemblée le 28 mars 1945. Durant son mandat, il doit surtout faire face à la famine du Bengale de 1943-1944. Dans ce désastre qui fait au moins deux millions de morts, il est accusé de corruption et d'incompétence avec son influent ministre de l'Approvisionnement, Suhrawardy. La responsabilité des autorités britanniques est toutefois largement établie, l'approvisionnement de l'armée indienne britannique étant leur priorité dans le contexte de la Seconde Guerre mondiale,,. 
Devenu un membre important de la Ligue musulmane, il milite en faveur d'une nation pour les musulmans du sous-continent indien et entretient de bonnes relations avec Jinnah. Membre du conseil exécutif de la ligue depuis 1937, il en devient le président pour le Bengale oriental et remporte une majorité absolue lors des élections locales en 1946. À l'approche de la partition des Indes, Suhrawardy tente de le convaincre de militer pour un Bengale unifié et indépendant tant du Pakistan que de l'Inde. D'abord séduit par cette éventualité, Nazimuddin se rallie finalement au Pakistan alors qu'il avait soutenu le 22 avril 1947 qu'une partition du Bengale serait fatale à son peuple,. La période est par ailleurs marquée par la rivalité entre les deux hommes forts de Dacca et Calcutta qui se partagent les plus hautes responsabilités au sein de la ligue du Bengale. Après la création du Pakistan le 14 août 1947, il retrouve son poste local en devenant ministre en chef du Bengale oriental, correspondant à la partie musulmane de cette région.

### Pakistan

#### Gouverneur général du Pakistan

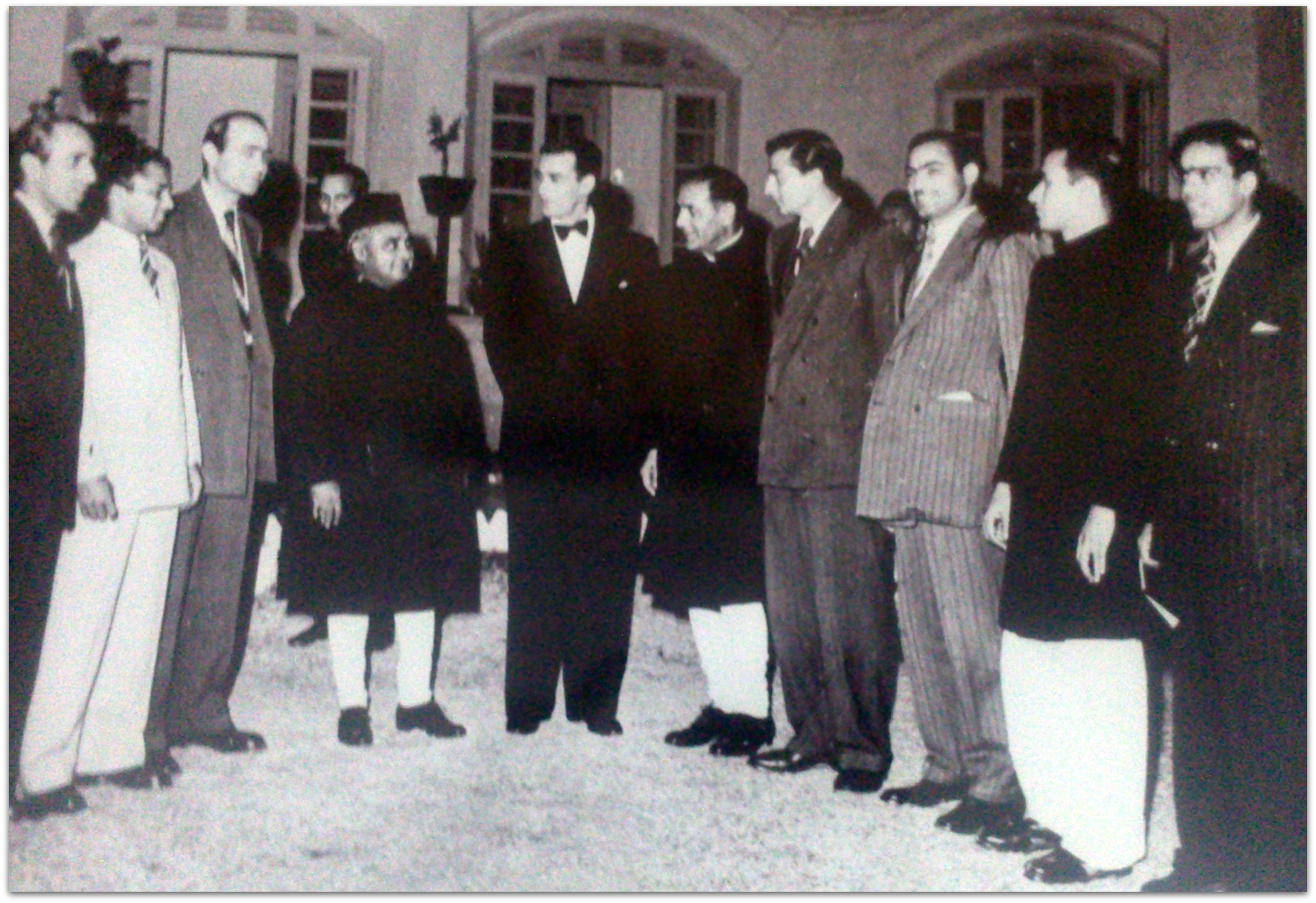
Khawaja Nazimuddin rencontre l'équipe du Pakistan de cricket.

Khawaja Nazimuddin devient ministre en chef du Bengale oriental à la création du Pakistan, devenant le plus important Bengali du nouveau régime. Il prend ainsi l’ascendant sur Suhrawardy dont la défense répétée d'un Bengale indépendant lui a valu des accusations de trahison et l'éloigne temporairement de la vie politique de la nouvelle nation. Après la mort de Muhammad Ali Jinnah le 11 septembre 1948, Nazimuddin abandonne ses fonctions locales pour remplacer le père de la nation dans son poste de gouverneur général du Pakistan le 14 septembre. 
Nazimuddin est le deuxième à occuper ce poste et le premier Bengali. Lors de ses fonctions, il négocie avec des meneurs bengalis qui militent pour faire reconnaître leur langue comme officielle au côté de l'ourdou. Il s'oppose toutefois plus tard à cette mesure. Contrairement à son prédécesseur, il ne contredit pas l'autorité du Premier ministre Liaquat Ali Khan et celui-ci poursuit la politique engagée par Jinnah. Durant cette période du dominion du Pakistan, entre 1947 et 1956, il sera ainsi le seul gouverneur général à laisser le gouvernement conduire sa propre politique, alors que ses successeurs estimeront le gouvernement responsable devant eux.

#### Premier ministre du Pakistan

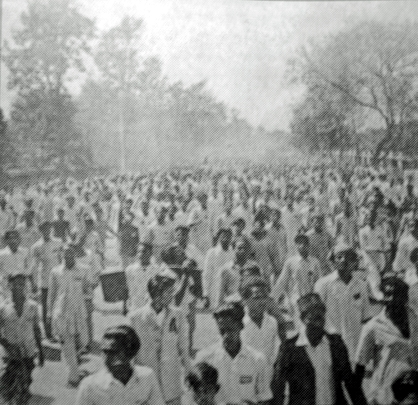
Manifestation du mouvement pour la Langue le 22 février 1952.

Le 16 octobre 1951, le Premier ministre Liaquat Ali Khan est assassiné et Khawaja Nazimuddin le remplace, devenant le deuxième à occuper ce poste. Malik Ghulam Muhammad prend ensuite son poste de gouverneur général. Lors de son mandat, les divisions s'accentuent au sein de la Ligue musulmane, notamment entre Pendjabis au Pakistan occidental et Bengalis au Pakistan oriental. Nazimuddin prend alors le contrepied de sa région natale en plaidant pour que l'ourdou reste la seule langue officielle, dans un discours à Dacca le 27 janvier 1952. Cette mesure provoque la colère du Bengale oriental qui parle très majoritairement bengali, alors que Nazimuddin est issu de l'une des rares familles de la région parlant ourdou. Cette position renforce le mouvement pour la Langue qui revendique la reconnaissance du bengali. Le 21 février 1952, une manifestation du mouvement est violemment réprimée par la police au Bengale oriental,. Le ministre en chef de la province Nurul Amin est contrarié par la position du Premier ministre et y voit le résultat de la pression des politiciens de l'ouest.
Dans la partie occidentale, Nazimuddin fait face à la montée d'un mouvement fondamentaliste qui demande que les ahmadis soient déclarés « non-musulmans », mais le Premier ministre refuse et résiste aux pressions. Il doit alors faire face à des violences et à la multiplication des agressions contre cette minorité, ainsi qu'à une révolte menée par le parti islamiste Jamaat-e-Islami. Nazimuddin choisit la répression en emprisonnant et assignant à résidence des meneurs du mouvement, y compris Sayyid Abul Ala Maududi et décrète même la loi martiale à Lahore. Pour le journal pakistanais Dawn, ce mouvement de protestation aurait été favorisé par le gouvernement du Pendjab afin d'affaiblir l'autorité de Nazimuddin. 
En tant que Premier ministre, Nazimuddin peine à s'imposer face aux figures pendjabies du pays et ne peut empêcher son Bengale natal de s'éloigner progressivement de la jeune nation. Il tente également de progresser vers l'adoption de la première Constitution du pays, sans succès. À ce titre, Nazimuddin présente en novembre 1952 à l'Assemblée constituante un projet visant à garantir une meilleure égalité entre les deux parties du pays, avec une stricte parité dans leur représentation au Parlement. Il doit cependant renoncer face aux pressions de la partie occidentale, retirant son projet le 21 janvier 1953.

#### Limogeage et fin de vie
Entrant en conflit avec les militaires sur la réduction du budget militaire, Nazimuddin est limogé le 17 avril 1953 par le gouverneur général Malik Ghulam Muhammad, qui prétexte l'incapacité du gouvernement à régler les problèmes économiques,,, ainsi que la détérioration sécuritaire à la suite des révoltes islamistes. Il conteste la légalité de son limogeage et tente de contacter la reine Élisabeth II, mais les militaires encerclent déjà sa résidence et les lignes téléphoniques sont coupées. La justice admet la légalité de la décision et Nazimuddin se retire de la vie politique, alors qu'il jouissait encore de forts soutiens à l'Assemblée constituante,. Sa mise à l'écart du pouvoir s'est faite sous la pression des hommes politiques de l'ouest du pays qui contestaient sa politique pro-Bengale. Les effets sont rapides : dès 1954, la Ligue musulmane est marginalisée au Pakistan oriental au profit de l'opposition pro-bengalis.
Après le coup d’État du général de l'armée Muhammad Ayub Khan en octobre 1958, Nazimuddin fait un retour en politique en 1962 en dirigeant le « Conseil de la ligue musulmane », une scission qui s'oppose au nouveau pouvoir militaire et parvient à rallier de nombreux vétérans de l'ancienne ligue. Il participe ainsi à créer une opposition au pouvoir, alternative à la Ligue Awami car davantage favorable à l'intégrité du Pakistan que cette dernière,.

## Mort et héritage

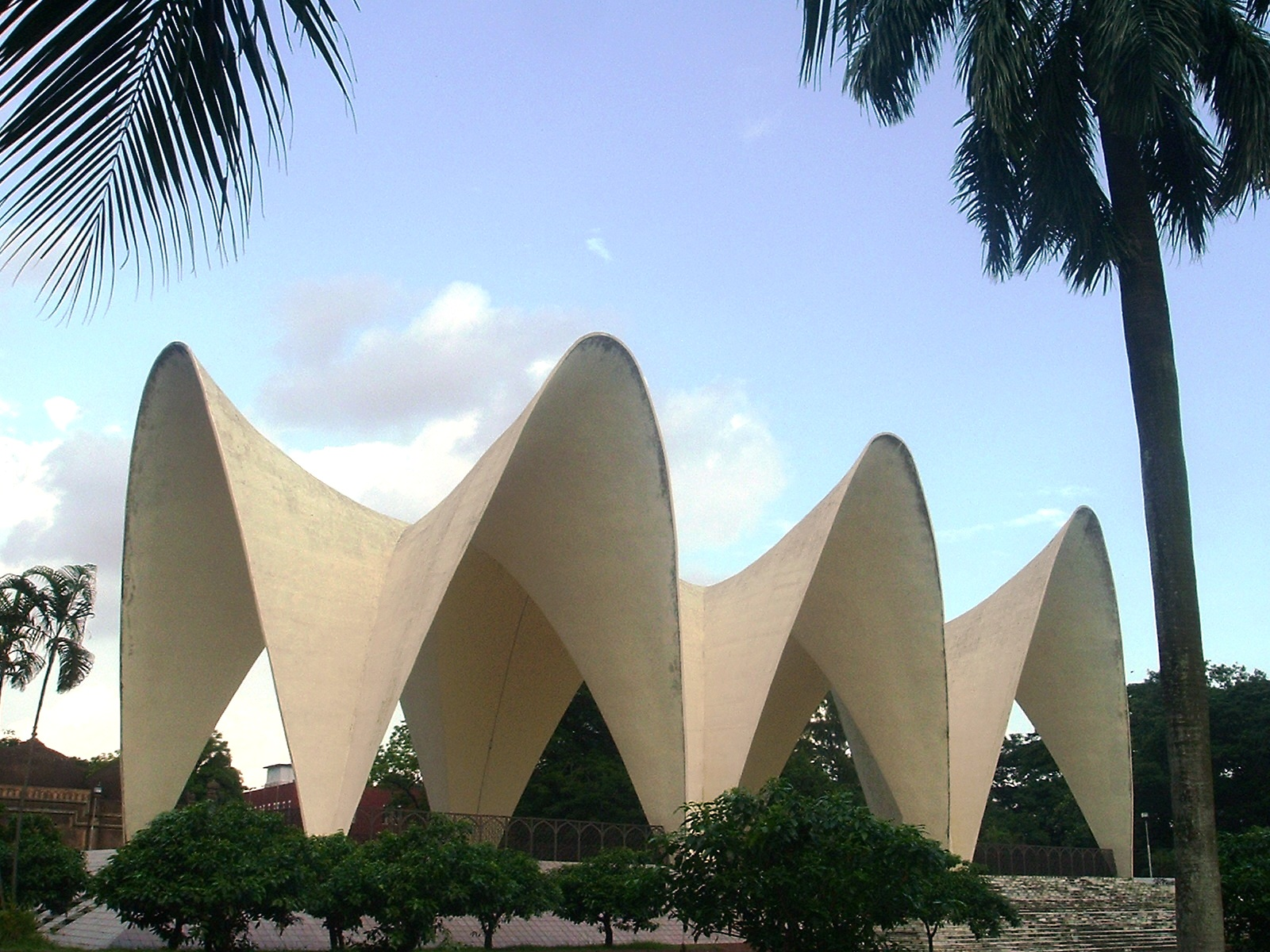
Le « mausolée des trois leaders » à Dacca.

Nazimuddin ne parvient cependant pas à poursuivre longtemps son opposition. Il meurt le 22 octobre 1964 d'une crise cardiaque, à l'âge de 70 ans. Il est enterré à Dacca, au Pakistan oriental qui mènera sept années plus tard une guerre de libération pour devenir le Bangladesh,. Il repose au sein du « mausolée des trois dirigeants », auprès de Abul Kasem Fazlul Huq, mort en 1962, et Huseyn Shaheed Suhrawardy, mort en 1963. Il est considéré à l'instar de ses deux collègues comme un précurseur de la lutte pour l'indépendance du Bangladesh, et honoré à ce titre. 
En effet, sa mise à l'écart du pouvoir est vue au Bangladesh comme la fin de l'espoir démocratique et le début de la mainmise des militaires et donc de l'affaiblissement du Bengale au profit de l'ouest du Pakistan,. Pour le chercheur français Christophe Jaffrelot, son éviction du pouvoir est un tournant dans l'histoire du pays : les Muhadjirs et les Bengalis qui dominaient la Ligue musulmane à la création du Pakistan sont alors mis en difficulté par la montée de l'élite pendjabie, proche de l'armée et moins favorable à la démocratie. Par ailleurs, il est parfois vu comme un homme politique de peu d'envergure et sans héritage particulier. Son opposition au bengali comme langue officielle reste un marqueur négatif au Bangladesh. Pour le général putschiste Muhammad Ayub Khan, l'homme « était à l'agonie lorsqu'il devait prendre une décision » selon ses mémoires et le général le considérait comme un « imbécile ». Pour le vice-roi des Indes Archibald Wavell, Nazimuddin était un homme honnête mais incompétent.